# V454 Возничего
V454 Возничего (лат. V454 Aurigae), HD 44192 — двойная затменная переменная звезда типа Алголя (EA) в созвездии Возничего на расстоянии приблизительно 213 световых лет (около 65 парсеков) от Солнца. Видимая звёздная величина звезды — от +8,17m до +7,74m. Орбитальный период — около 27,027 суток. Возраст звезды оценивается как около 5 млрд лет.

## Характеристики
Первый компонент — жёлто-белая звезда спектрального класса F8, или F7-F8. Масса — около 1,335 солнечной, радиус — около 1,56 солнечного, светимость — около 3,13 солнечных. Эффективная температура — около 6148 К.
Второй компонент — жёлтая звезда спектрального класса G1-G2. Масса — около 1,04 солнечной.

## Планетная система
В 2019 году учёными, анализирующими данные проектов HIPPARCOS и Gaia, у звезды обнаружена планета.